# Türkmenabat
Türkmenabat (en turkmène cyrillique : Түркменабат) est une ville du Turkménistan et la capitale administrative de la province de Lebap. Elle est située sur la rive gauche de l'Amou Daria, à 470 km au nord-est d'Achgabat, à la frontière de l'Ouzbékistan. Sa population était estimée à 240 900 habitants en 2007.
De 30 à 40 % de la population de Türkmenabat est ouzbèke.

## Histoire
La ville de Türkmenabat a une histoire de plus de deux millénaires. L'ancienne ville s'appelait Āmul et aurait donné son nom à l'Amou Daria qui irrigue la région.
La ville moderne a été édifiée en 1886 lors de la construction de la ligne de chemin de fer en Asie centrale. La ville s'appelait alors Tchardjou (en cyrillique russe Чарджоу et en cyrillique turkmène Чәрҗев) et servait de point de jonction sur la ligne. Cet accès à un moyen de transport sur de longues distances a permis à la région autour de Türkmenabat, fertile et irriguée par l'Amou Daria de commercialiser ses produits vers l'ouest de la Russie (Moscou, Saint-Pétersbourg, Novgorod, etc.). Les principaux produits exportés sont alors liés au textile (Tchardjou est sur la route de la soie qui a fait sa fortune par le passé) et aux récoltes agricoles. Avec la mise en place de l'État soviétique : Tchardjou continue son développement industriel dans l'agro-alimentaire, le textile et comme nœud régional de transport ferroviaire.
À l'indépendance du Turkménistan en 1991, Tchardjou est renommée Türkmenabat et perd son rôle de nœud dans les transports ferroviaires et de pôle industriel au profit de la capitale Achgabat.

## Climat
| Mois                                        | jan.       | fév.       | mars       | avril     | mai       | juin      | jui.      | août     | sep.      | oct.      | nov.       | déc.       | année      |
| ------------------------------------------- | ---------- | ---------- | ---------- | --------- | --------- | --------- | --------- | -------- | --------- | --------- | ---------- | ---------- | ---------- |
| Température minimale moyenne (°C)           | −1,7       | 0          | 5,2        | 11        | 16        | 19,9      | 21,3      | 18,9     | 13,1      | 7,2       | 2,4        | −0,8       | 9,4        |
| Température moyenne (°C)                    | 2,6        | 4,9        | 11         | 17,8      | 23,7      | 28,3      | 29,6      | 27,4     | 21,5      | 14,7      | 8          | 3,5        | 16,1       |
| Température maximale moyenne (°C)           | 7,9        | 10,8       | 17,5       | 24,8      | 30,7      | 35,5      | 36,7      | 35,2     | 30,1      | 23,3      | 14,9       | 8,7        | 23         |
| Record de froid (°C) date du record         | −23,8 1900 | −22,2 1969 | −16,3 1898 | −4,6 1960 | 0,8 1989  | 9,4 1981  | 11,2 1947 | 8,9 2005 | 0 1973    | −9,5 1894 | −19,8 1910 | −22,8 1929 | −23,8 1900 |
| Record de chaleur (°C) date du record       | 24 1963    | 28,4 1963  | 35,9 2018  | 40,3 1975 | 42,9 2021 | 45,1 2021 | 46,2 2021 | 43 1997  | 40,4 1998 | 37,3 2013 | 31,9 2006  | 26,6 2015  | 46,2 2021  |
| Ensoleillement (h)                          | 131,8      | 153,2      | 197,6      | 242,1     | 330,3     | 384,5     | 395,3     | 379,1    | 322,7     | 267,7     | 193,7      | 132        | 3 130      |
| Précipitations (mm)                         | 18         | 25         | 25         | 17        | 15        | 1         | 0,7       | 0,4      | 0,6       | 3         | 12         | 13         | 131        |
| Record de pluie en 24 h (mm) date du record | 32 1956    | 32 1895    | 71 1949    | 63 1906   | 67 1949   | 36 1953   | 33 1896   | 5 1998   | 5 1996    | 18 1957   | 25 1905    | 25 1986    | 71 1949    |
| Nombre de jours avec précipitations         | 6,3        | 5,8        | 5,6        | 4,7       | 2         | 0,5       | 0,2       | 0,3      | 0,2       | 1,5       | 5,2        | 6,3        | 38,6       |
| Humidité relative (%)                       | 76,9       | 69,6       | 59,4       | 51,4      | 43,1      | 36        | 37,4      | 38,1     | 43,3      | 54,4      | 69,3       | 77,2       | 54,7       |

| Diagramme climatique                                  |         |           |          |          |           |             |             |             |          |           |           |
| J                                                     | F       | M         | A        | M        | J         | J           | A           | S           | O        | N         | D         |
| 7,9−1,718                                             | 10,8025 | 17,55,225 | 24,81117 | 30,71615 | 35,519,91 | 36,721,30,7 | 35,218,90,4 | 30,113,10,6 | 23,37,23 | 14,92,412 | 8,7−0,813 |
| Moyennes : • Temp. maxi et mini °C • Précipitation mm |         |           |          |          |           |             |             |             |          |           |           |

## Transport
La ville possède un aéroport et est reliée à la capitale turkmène Achgabat par voie aérienne (ligne intérieure exploitée par Turkmenistan Airlines).

## Faune
À 70 kilomètres au sud de la ville se trouve la réserve animalière de Repetek dans le désert connue pour ses zemzen ou crocodiles du désert.

## Jumelages
| Ville | Ville | Pays | Pays    | Période     |
| ----- | ----- | ---- | ------- | ----------- |
|       | Izmir |      | Turquie | depuis 1993 |

## Personnalités
- Boulat Mansourov
- Oleg Kononenko